# Вовк Юрій Володимирович
 Юрій Володимирович Вовк (*20 квітня 1958 р., м. Львів) — доктор медичних наук, професор, завідувач кафедри хірургічної та ортопедичної стоматології факультету післядипломної освіти Львівського національного медичного університету імені Данила Галицького, радник від України в Міжнародній асоціації хірургів-стоматологів та щелепно-лицевих хірургів (IAOMS), дійсний член Європейського товариства тканинної інженерії (ETES), дійсний член Американського товариства місцевої анестезії (ASRA), співзасновник та віце-президент Української асоціації черепно-щелепно-лицевих хірургів, дійсний член Асоціації імплантологів України, практикуючий лікар-стоматолог вищої кваліфікаційної категорії, засновник медичного стоматологічного центру «Біоімплант Сервіс» (м. Львів).

## Біографія
- 20 квітня 1958 р. народився у м. Львові третьою дитиною у сім'ї Ольги (працівниця торгівлі) та Володимира Вовка (машиніст Львівської залізниці).
- 1965-1975 рр. ― навчався у Львівській середній школі № 55.
- 1976 р. ― вступив до Львівського державного медичного інституту на стоматологічний факультет.
- 1981 р. ― закінчив Львівський державний медичний інститут з відзнакою.
- 1981-1983 рр. ― клінічний ординатор при кафедрі стоматології дитячого віку Львівського медичного інституту.
- 1984 р. ― захистив кандидатську дисертацію, здобув науковий ступінь кандидата медичних наук.
- 1984-1985 рр. ― асистент кафедри терапевтичної стоматології Івано-Франківського медичного інституту.
- 1985-1991 рр. ― асистент кафедри хірургічної стоматології Львівського медичного інституту.
- 1992 р. ― захистив докторську дисертацію, здобув науковий ступінь доктора медичних наук.
- 1993 р. ― завідувач новоствореної кафедри хірургічної стоматології факультету удосконалення лікарів Львівського медичного інституту [5].
- 1994 р. ― клінічне стажування в клініці імплантології Віденського медичного інституту.
- 1995 р.― академік Української медичної стоматологічної академії, дійсний член Американської асоціації місцевої анестезії (ASRA).
- 1996 р.― дійсний член Європейської асоціації краніо-щелепно-лицевої хірургії (EACMFS)[6].
- 1996 р. ― радник (Councilor) від України в Міжнародній асоціації хірургів-стоматологів (IAOMS)[2].
- 2002 р. ― професор ЛНМУ ім. Д. Галицького, член факультетської та університетської Вчених рад, а також член спеціалізованої ради Львівського медичного університету по захисту кандидатських та докторських дисертацій за спеціальністю 14.01.22 «Стоматологія».
- 2005 р. ― головний лікар медичного стоматологічного центру «Біоімплант Сервіс».
- 2006 р. ― пройшов атестаційну підготовку та отримав звання лікаря-спеціаліста за спеціальністю «Рентгенологія».

## Науковий доробок
Автор близько 120 наукових праць, серед них 14 авторських свідоцтв на винаходи та патентів України.
- Кандидатська дисертація: «Психофармакологічна підготовка дітей при санації ротової порожнини»(1984).
- Докторська дисертація: «Вибір методу анестезії при санації ротової порожнини у пацієнтів з різним психоневротичним статусом в умовах поліклініки» (Москва, 1992).

Основні праці:
- Клінічні покази та протипокази до проведення операції еносальної імплантації в стоматологічній та щелепно-лицевій хірургії // Новини стоматології. — 1996. — № 2-3 (співавт.);
- Основні етапи розвитку стоматологічної імплантології в історичному аспекті // Новини стоматології. — 1997. — № 1 (співавт.);
- Experimental research into the morphological structure of the bone around functioning dental implants of private construction // J. Cranio-Maxillofacial Surg. - 1998. - Vol.26, Suppl. 1. - Р. 204;
- Випадок застосування трансдентального імплантату власної конструкції в поєднанні з ксеноостеопластикою при травматичному зламі 21 зуба / Стоматологічні новини. Актуальні проблеми стоматології. — Львів, 2000. — С.29-30 (співавт.);
- Современная система дентальных имплантатов Jota implants // Современная стоматология. — 2004. — № 1, 3.

## Практична діяльність
З 2005 р. головний лікар медичного стоматологічного центру «Біоімплант Сервіс»
Основні напрямки практичної діяльності:
- Проведення хірургічних та ортопедичних етапів імплантаційного лікування.
- Тканинна інженерія.
- Розробка та впровадження в практику нових методів діагностики та лікування пацієнтів із захворюваннями СНЩС.